# Essendon Football Club
Essendon Football Club, vagy becenevén The Bombers ("A Bombázók") ausztrál futball (ausztrál szabályú futball) klub, az ausztrál elsővonal, az Ausztrál Futball Liga (Australian Football League, AFL) tagja.
Központja az Essendon Recreation Reserve, illetve a Windy Hill stadion Melbourne északnyugati Essendon külvárosában, de elsővonalbeli hazai meccseit a csapat az Etihad Stadionban vagy a Melbourne-i Krikett Stadionban (Melbourne Cricket Ground) játssza.
Az ifjúsági klubként 1871-ben, felnőtt klubként 1873-ban alapított Essendon 16 bajnoki címet nyert és ezzel a Carltonnal holtversenyben vezeti a ranglistát.
Az Essendon színei a vörös és a fekete.

## Fordítás
- Ez a szócikk részben vagy egészben  az   Essendon Football Club című angol Wikipédia-szócikk ezen változatának fordításán alapul.  Az eredeti cikk szerkesztőit annak laptörténete sorolja fel. Ez a jelzés csupán a megfogalmazás eredetét és a szerzői jogokat jelzi, nem szolgál a cikkben szereplő információk forrásmegjelöléseként.